# المديرية العامة للأمن التركي
المديرية العامة للأمن (التركية: Emniyet Genel Müdürlügü) هي قوة الشرطة المدنية المسؤولة عن إنفاذ القانون في تركيا.

## معرض صور

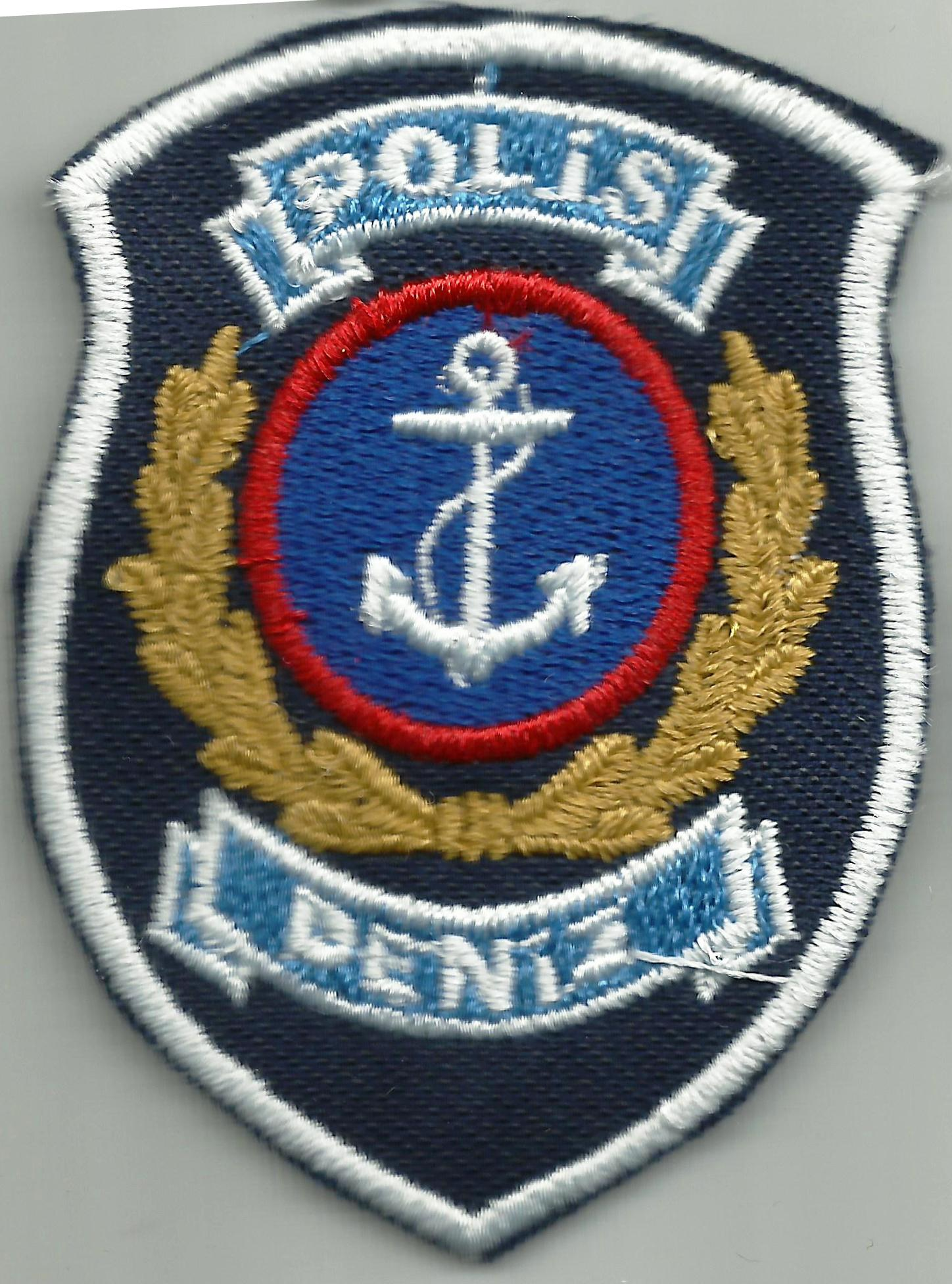
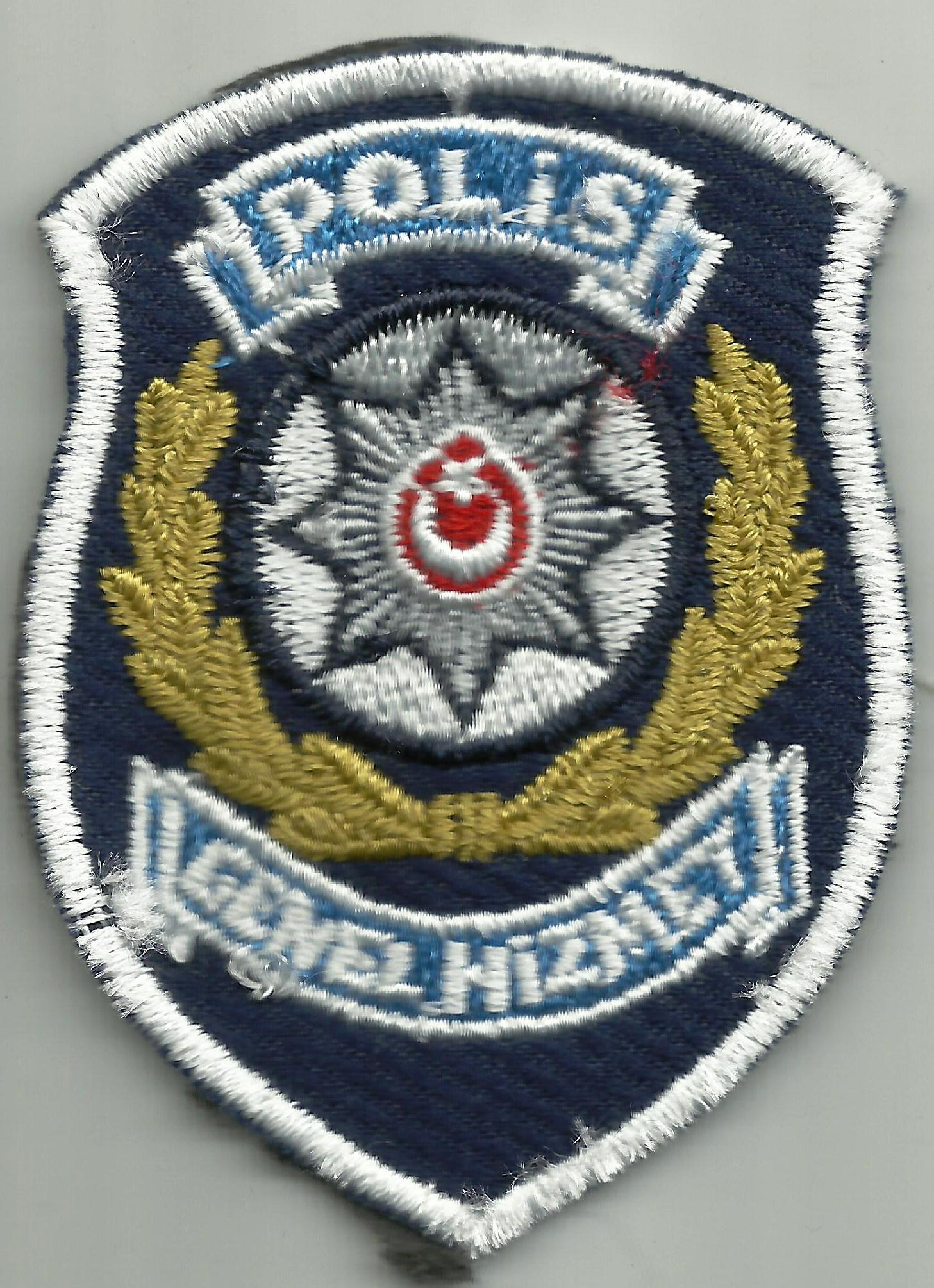
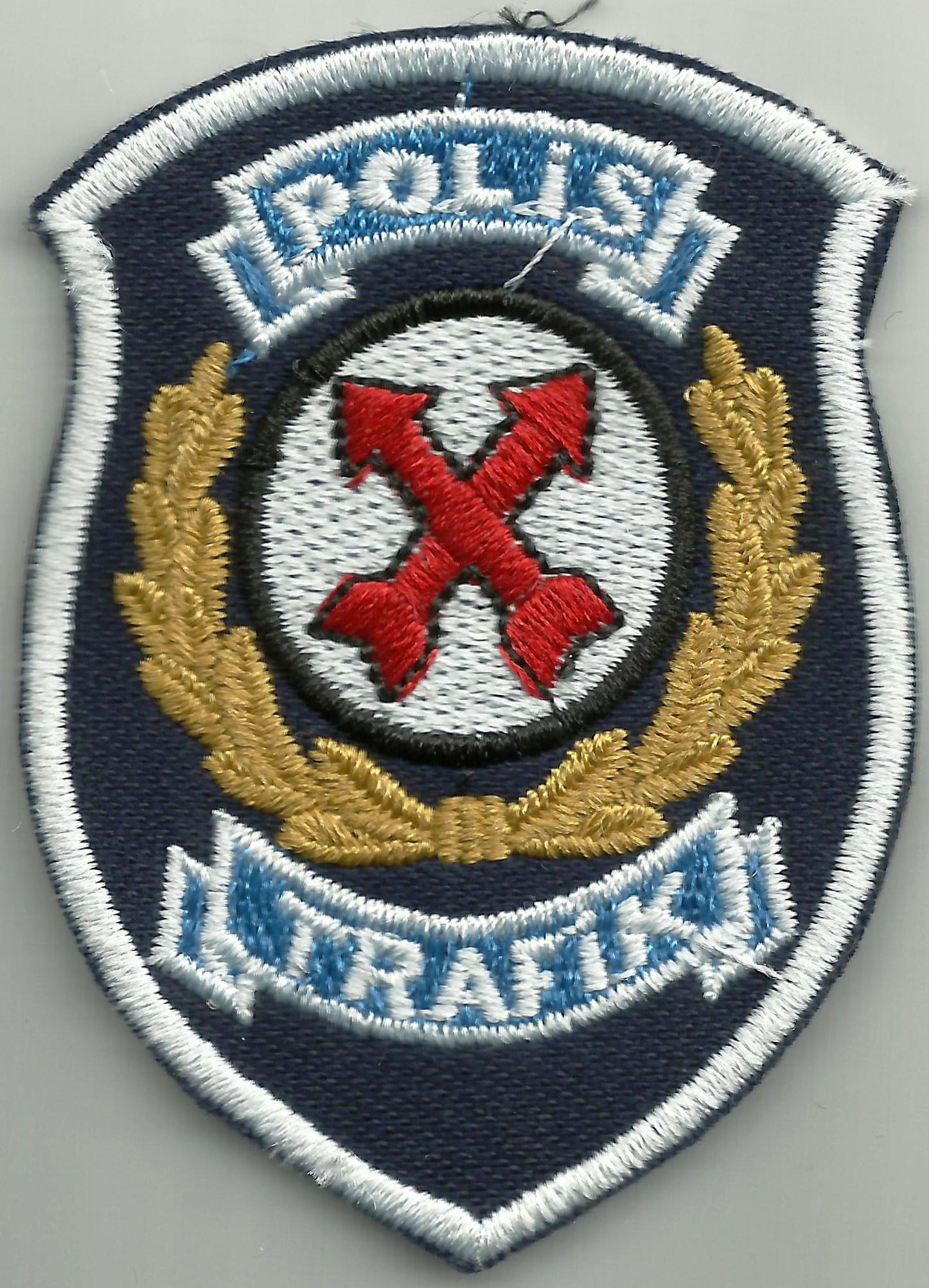
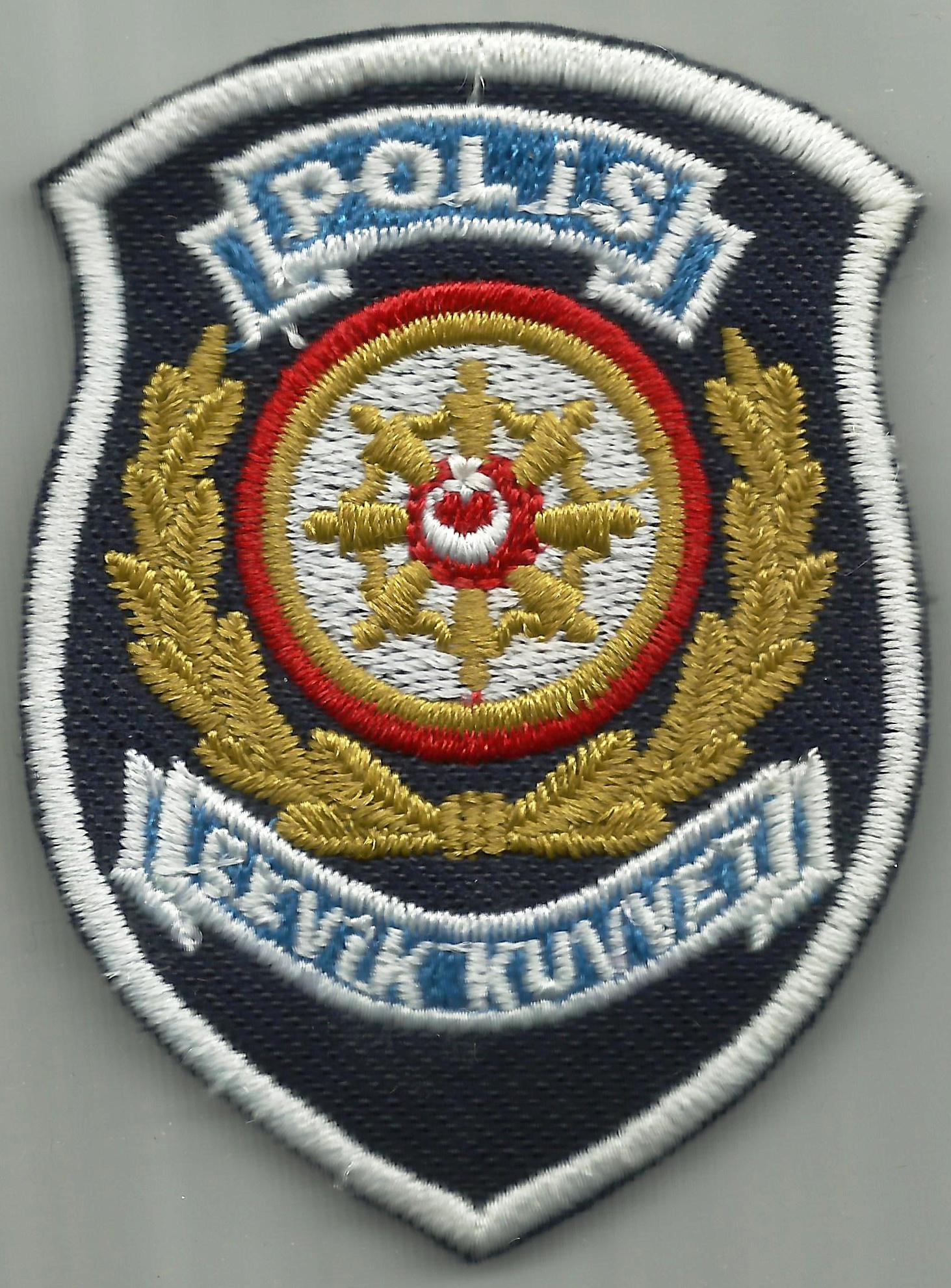
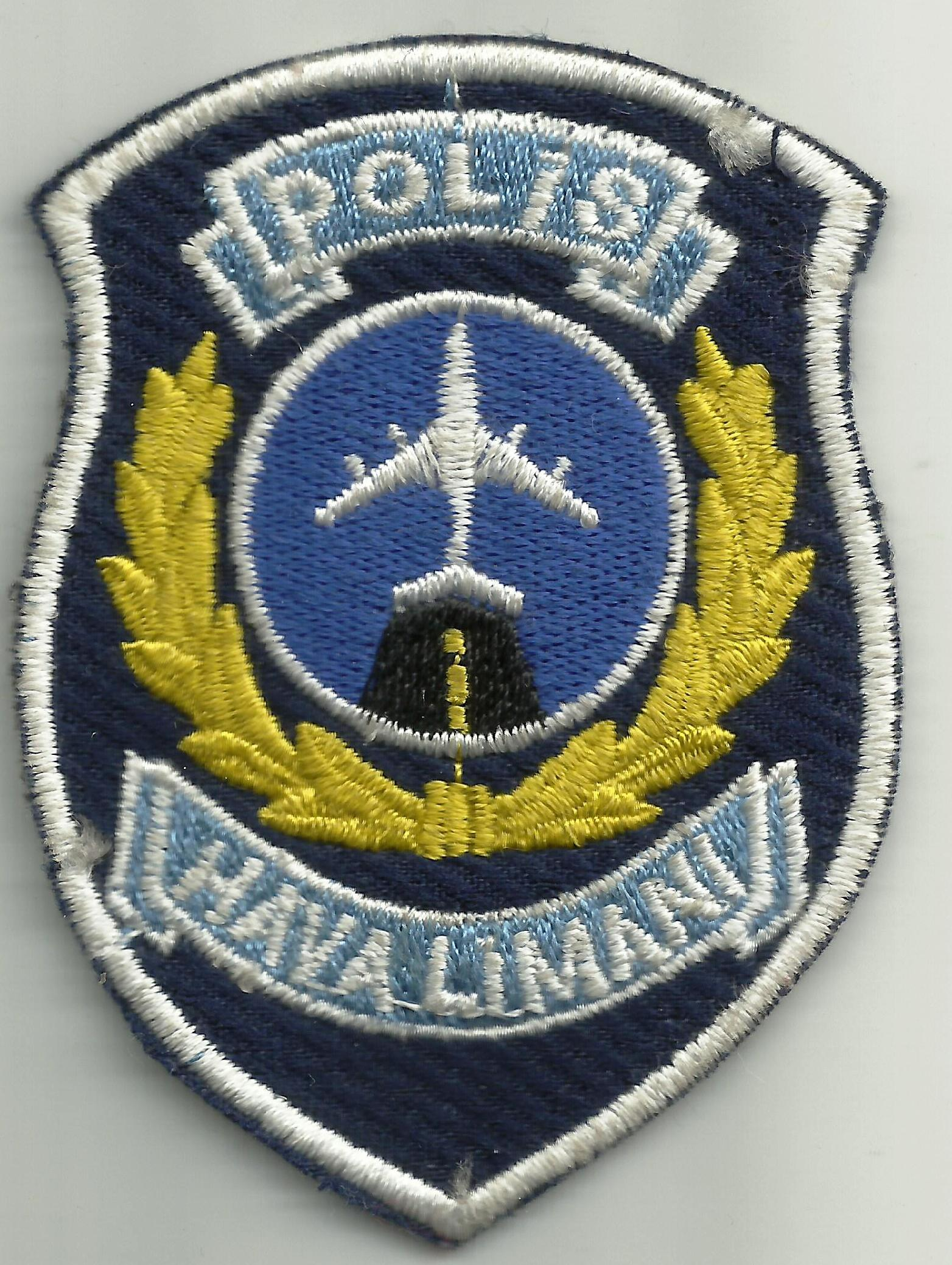

## الشرطة العامة الإدارية للجمهورية التركية
- إسماعيل حميد أوقتاي
- محي الدين أوستونداغ
- رأفت دانشمان
- توفيق هادي بايسال
- شكرى سوكمين ساور
- علي رضا جفيك
- عثمان صبري عدال
- هالوك نهاد باباي
- أحمد ديمير
- غفور سويلي
- فروح شاهينباش
- ثروت سورينكوك
- كمال أيغون
- أدهم يتكينير
- جمال غوكتان
- نجيب سان
- إحسان أراس
- خير الدين نقيب أوغلو

## وصلات خارجية
- General Directorate of Security (بالتركية)
- Directorate of Security, Foreign Relations Department(Coming Soon)